# هپارین
هپارین (به انگلیسی: Heparin)
رده درمانی: ضد انعقاد خون
طبقه‌بندی در حاملگی: گروه c
اشکال دارویی: ویال

## موارد مصرف
هپارین یک گلیکوزآمینو گلیکان بسیار سولفاته‌است که به عنوان یک داروی آنتی کواگولانت ضدانعقاد تزریقی استفاده می‌شود. هپارین یک مولکول زیستی طبیعی است که به‌طور مصنوعی نیز ساخته می‌شود. هپارین بیشترین چگالی بار منفی را در بین مولکول‌های زیستی شناخته شده دارد.

## مکانیزم اثر
هپارین، به صورت غیرمستقیم در جایگاه‌های متعدد در هر دو راه داخلی و خارجی انعقاد خون اثر کرده و عمل مهارکننده آنتی ترومبین III (کوفاکتور هپارین) را بر چندین فاکتور انعقادی فعال شده، ازجمله ترومبین (فاکتور Ha) و فاکتورهای IXa, Xa, XlA, Xlla تشدید می‌کند. مهارفاکتور فعال شده Xa با تولید ترومبین تداخل کرده و در نتیجه اعمال مختلف ترومبین را در انعقاد خون مهار می‌کند. هپارین همچنین تشکیل کمپلکس آنتی‌ترومبین III ـ ترومبین را تسریع می‌نماید و با این عمل، ترومبین را غیرفعال کرده و مانع تبدیل فیبرینوژن به فیبرین می‌گردد. هپارین از طریق مهار فعال شدن فاکتورهای تثبیت‌کننده فیبرین توسط ترومبین، از تشکیل لخته فیبرینی پایدار جلوگیری می‌کند.هپارین به‌طور مستقیم روی هیچ کدام از فاکتور ها تاثیر مستقیم ندارد.

#### طول اثر هپارین
طول اثر این دارو بستگی به نحوه مصرف آن دارد. اگر آمپول هپارین به صورت وریدی تجویز شود ، طول اثر آن بین 2 تا 4 ساعت میباشد و اگر به صورت زیر جلدی تجویز شود میتواند 8 تا 12 ساعت موثر باشد. در مواردی که بخواهند غلظت دارو را با دقت بیشتری برسی کنند آنرا به صورت وریدی تجویز میکنند.

## عوارض جانبی
خونریزی، ترومبوسیتوپنی، درد خفیف، خارش، اکیموز، سندرم لخته سفید (یک نوع از ترومبوز شریانی)، واکنش افزایش حساسیت.

## اندیکاسیونهای راه مصرف و دوزاثر
. ترومبوز وریدهای عمقی
. آمبولی ریه
. پروفیلاکسی آمبولیسم، بعد از mi
. جراحی قلب باز
. انعقاد منتشر داخل عروقی
. باز نگهداشتن کاتتر ثابت
. آنژین صدری ناپایدار
.در صورت مصرف بلند مدت باعث پوکی استخوان می‌شود

## نگارخانه

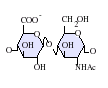
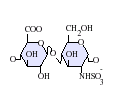
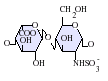
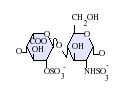
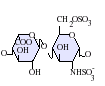
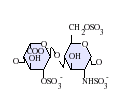